# Cleorina
Cleorina — род жуков семейства листоедов.

## Описание
Голова гипогнатическая, всегда видна сверху, без углублённой бороздки над глазами, мандибулы направлены вниз или вниз и вперёд..

## Систематика
В составе рода:
- Cleorina dura (Weise, 1923)
- Cleorina mjoebergi (Weise, 1923)
- Cleorina pulchella Lefévre, 1885
- Cleorina purpurea Lea, 1915